# イェフダ・ハレヴィ
イェフダ・ベン・シェムエル・ハレヴィ（ヘブライ語: יהודה הלוי, Jehudah Halevy, Yəhūdhāh hāLēwī, 1075年頃 - 1141年）は、イベリア半島出身の哲学者・ヘブライ語詩人。ユダヤ人。「ハザールの書」はユダヤ教の古典。ユダ・ハレヴィ(Judah Halevy)とも。

## 経歴
出生地はイベリア半島のトレド王国トレド(Toledo)またはナバラ王国トゥデラ(Tudela)であり、出生年は1075年以前である。当時のイベリア半島はイスラーム教徒によって支配されていた。
イェフダ・ハレヴィは裕福な家庭に生まれ、ヘブライ語とアラビア語で総合的な教育を受けた。半島南部のアンダルシア地方を訪れ、グラナダのユダヤ・センターで修行。その際には各地出身の詩人と交友した。1090年以後にムラービト朝がイベリア半島で勢力を強めると、アル・アンダルスでのユダヤ人の立場が悪化したため、その後の約20年間はトレドで医学を学ぶなど各地を転々とした。
イェフダ・ハレヴィのパトロンとして、カスティーリャ王アルフォンソ6世（在位1065-1109）の高官だったソロモン・イブン・フェリツエル(Solomon ibn Farissol)がいるが、1108年のフェリツエル虐殺後にイェフダ・ハレヴィはトレドを離れ、北アフリカやエジプトのユダヤ人コミュニティで詩作を行った。1141年にエルサレム王国エルサレムに到着してすぐに死去した。